# Alica
Alica foi um general gótico que serviu no exército do Império Romano durante a Segunda Guerra Civil entre Constantino (r. 306–337) e Licínio (r. 308–334). Aparece em 324, quando comandou um regimento gótico no exército de Licínio. O historiador austríaco Herwig Wolfram supõe que possa ter pertencido à dinastia dos Baltos que governou os visigodos desde o século IV.